# Lázaro Iturrieta
Juan Lázaro Iturrieta fue un marino argentino que participó de la Guerra del Paraguay, la Conquista del Chaco y las guerras civiles argentinas.

## Biografía
Juan Lázaro Iturrieta nació en San Fernando (Buenos Aires), Argentina, el 17 de diciembre de 1841, hijo de Juan Iturrieta y Francisca Ruiz.
En 1859 se alistó como marinero en la subprefectura de San Fernando. Prestó servicios para el Estado de Buenos Aires en las prefecturas de San Isidro (Buenos Aires), Las Conchas y en la Capitanía de puerto de la ciudad de Buenos Aires.
Embarcó a bordo del vapor Pampero, pasando luego a la goleta Argos y luego al vapor Buenos Aires. Iniciada la Guerra del Paraguay, participó del cruce de Paso de la Patria.
En 1866 fue promovido a guardiamarina y regresó al Argos, que permaneció como pontón depósito de marinería, carbón y pólvora en el Riachuelo. En 1868 prestó servicios en el Pavón. Al terminar la guerra había sido promovido a teniente 1.º.
Tomó parte en la campñana contra la rebelión Jordanista, tras la que fue destinado al vapor Coronel Espora.
El 9 de julio de 1871 fue ascendido a segundo comandante del transporte Pampa, nave insignia de la escuadrilla que operó en el río Paraná transportando tropas al frente de lucha contra la rebelión jordanista, hasta 1872 en que pasó al vapor Coronel Roseti
En 1873 fue nombrado comandante del vapor Gualeguay, con el que partió a Ibicuy interviniendo en la represión de la segunda rebelión de López Jordán.
Portando tres cañones de 16 pulgadas, operó en el Río Uruguay contra las baterías revolucionarias y en misiones de vigilancia hasta abril de 1874.
Ascendió a capitán y entre 1874 y 1878 comandó el vapor Pavón. Durante la revolución de 1874, persiguió a la cañonera Paraná que sublevada por su segundo el capitán Federico Spurr se había rebelado contra el gobierno nacional.
Comandó el bergantín goleta Coronel Rosales en 1879 y la cañonera bombardera Pilcomayo.
El 25 de abril de 1880 al mando de la Pilcomayo partió a Rosario (Argentina) donde subió a bordo Julio Argentino Roca y su comitiva, zarpando luego a Zárate donde embarcó en piquete del Batallón N° 8 pasando entonces al canal de San Fernando. Allí se efectuó a bordo una cumbre entre Roca y Carlos Tejedor que no resolvió la disputa que se decidiría militarmente en la Revolución de 1880. Iturrieta fue ascendido a sargento mayor y puesto al frente de la bombardera República, participando de la represión de la revolución porteña.
Marchó luego a Goya y la ciudad de Corrientes en apoyo de la división del general Conrado Villegas en operaciones contra los sublevados de esa provincia.
En 1883 participó de la campaña al Chaco y en 1884 con el grado de teniente coronel de marina en la cañonera Paraná, nave insignia del coronel de marina Augusto Lasserre, participó de la expedición a la Isla de los Estados y Ushuaia para establecer faros e instalar subprefecturas de la marina. En 1885 estuvo al mando de la Paraná, que permaneció estacionaria en río Luján y en el dique de San Fernando.
En 1888 con el grado de capitán de fragata estuvo al mando de crucero Patagonia, integrando la 1.º División Naval y permaneciendo estacionario en aguas de Montevideo a las órdenes del embajador argentino.
En 1889 fue promovido a capitán de navío y en 1890, fracasada la Revolución del Parque, fue puesto al mando nuevamente del Patagonia, que había sido sublevado por el teniente de navío Ramón Lira y, en concurso con el Villarino, había bombardeado los días 27 y 28 de julio a Buenos Aires.
En 1894 pasó a comandar brevemente el monitor El Plata y ese mismo año fue nombrado subprefecto del puerto de Rosario (Argentina), cargo en el cual permaneció hasta su retiro en 1901.
Fue miembro del Consejo de Guerra para Jefes y Oficiales.
Falleció el 23 de junio de 1912 en Buenos Aires. Sus restos fueron inhumados en el Panteón de Guerreros del Paraguay del Cementerio de la Recoleta. En abril de 1871 había casado con Mercedes Elordi en primeras nupcias y el 12 de enero de 1907 en segundas con Rosa Annunziata Teresa Bertoglio.